# Arulenus
Arulenus is een geslacht van rechtvleugeligen uit de familie doornsprinkhanen (Tetrigidae). De wetenschappelijke naam van dit geslacht is voor het eerst geldig gepubliceerd in 1877 door Stål.

## Soorten
Het geslacht Arulenus  is monotypisch en omvat slechts de volgende soort:
- Arulenus validispinus (Stål, 1877)